# Dinamo Bucarest
Le CS Dinamo Bucarest est un club roumain omnisports basé à Bucarest. Il a été créé comme émanation du Ministère de l'Intérieur. Il est l'un des trois grands clubs sportifs roumains, avec le CSA Steaua et Rapid Bucarest.
Entre 1956 et 2008, les athlètes du club ont rapporté 122 médailles olympiques (35 d'or, 38 d'argent, 49 de bronze), soit 43 % du total de la Roumanie (283), et près de 200 titres mondiaux dans une vingtaine de disciplines.

## Sections
- Alpinisme
- Athlétisme
- Aviron
- Basket-ball : voir Dinamo Bucarest (basket-ball)
- Biathlon
- Boxe
- Canoë-kayak
- Cyclisme
- Échecs
- Escrime
- Football : voir FC Dinamo Bucarest
- Gymnastique
- Haltérophilie
- Handball : voir Dinamo Bucarest (handball)
- Hockey sur glace : voir Dinamo Bucarest (hockey sur glace)
- Judo
- Karate
- Lutte
- Natation
- Parachutisme
- Rugby à XV : voir Dinamo Bucarest (rugby)
- Ski alpin
- Ski de fond
- Taekwondo
- Tir sportif
- Volley-ball : voir Dinamo Bucarest (volley-ball masculin) et Dinamo Bucarest (volley-ball féminin)
- Water polo

## Sportifs emblématiques

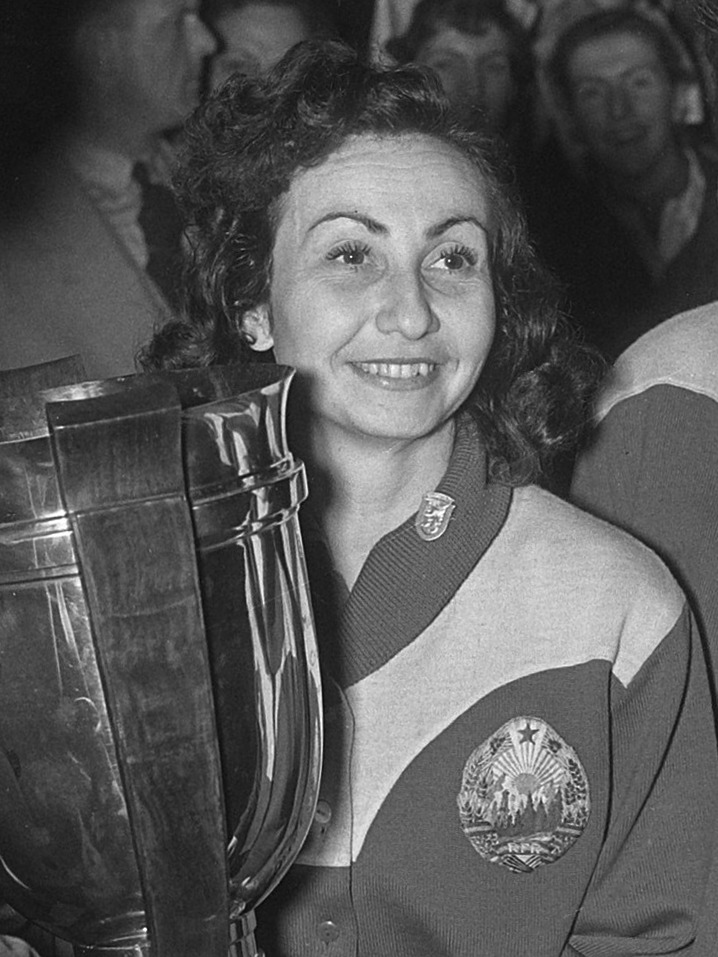
Angelica Rozeanu
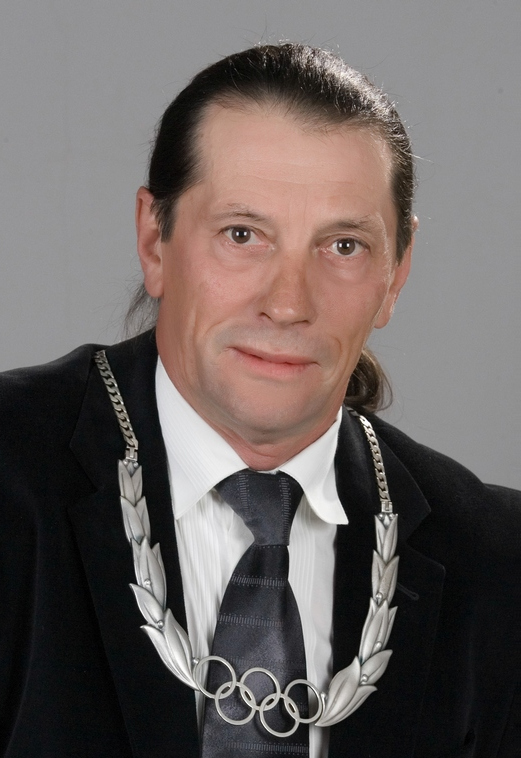
Ivan Patzaichin
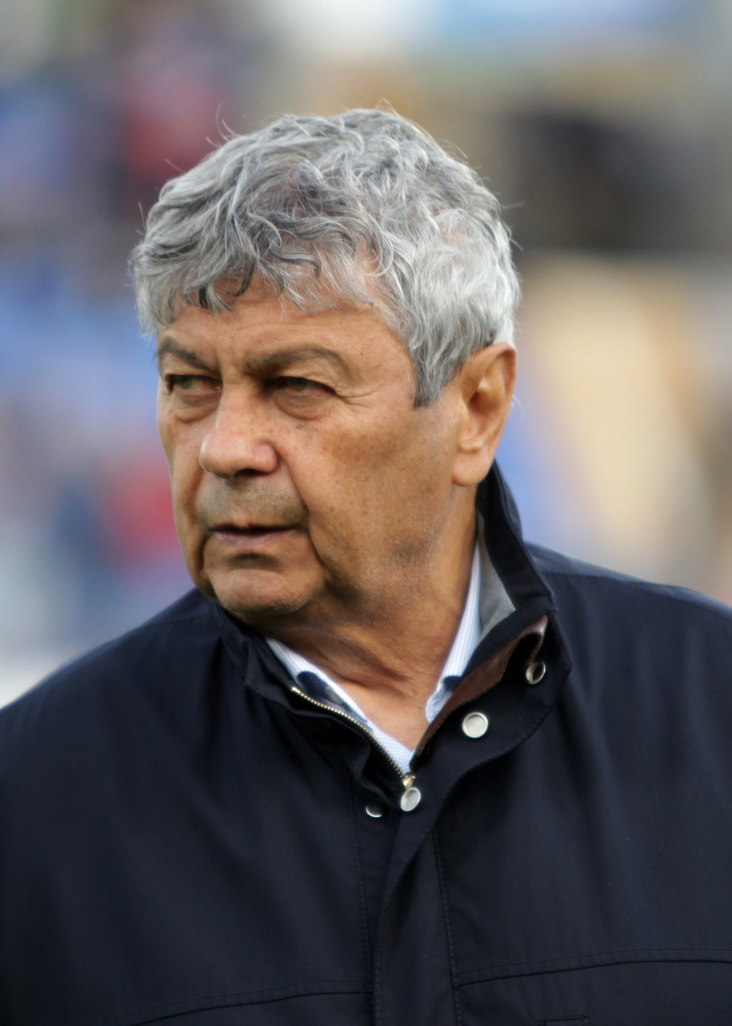
Mircea Lucescu
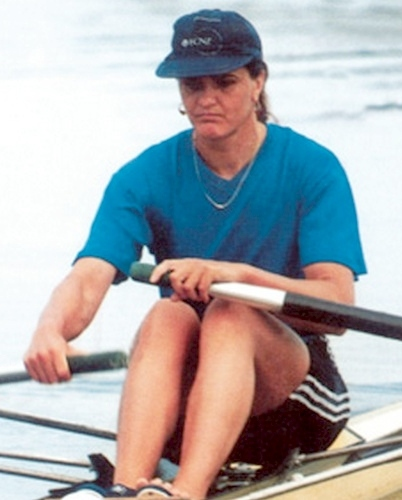
Elisabeta Lipă
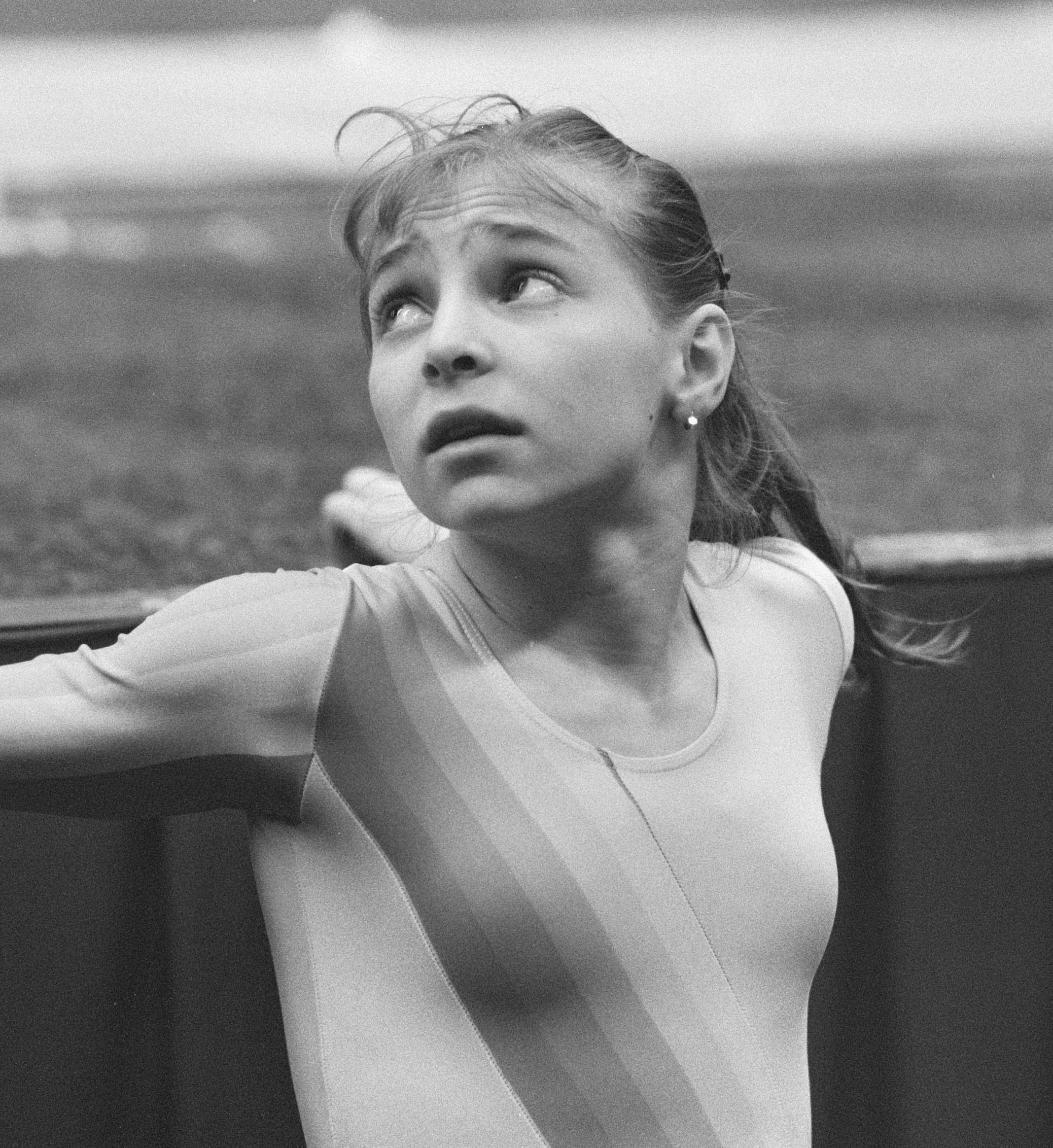
Daniela Silivaș
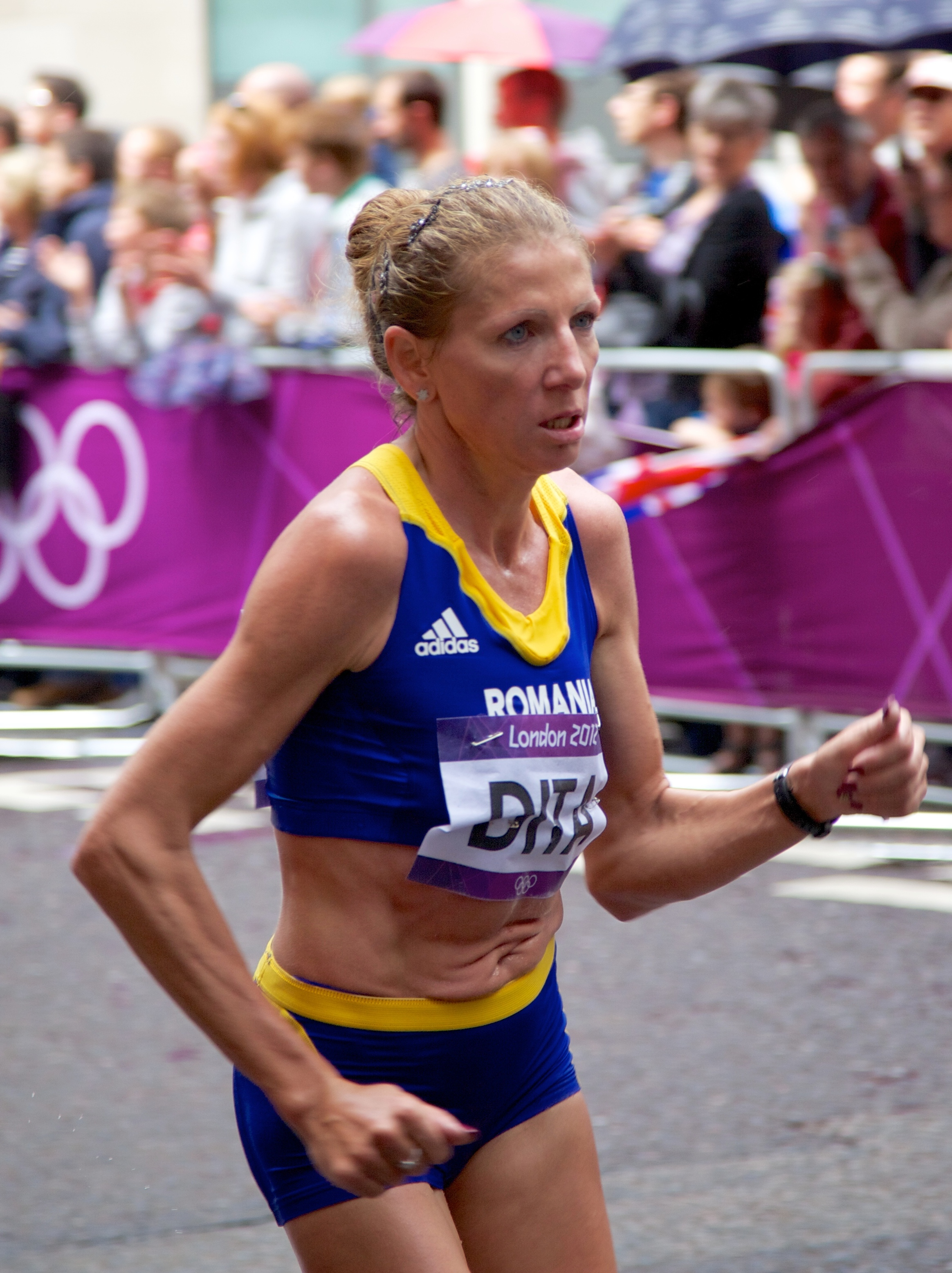
Constantina Tomescu
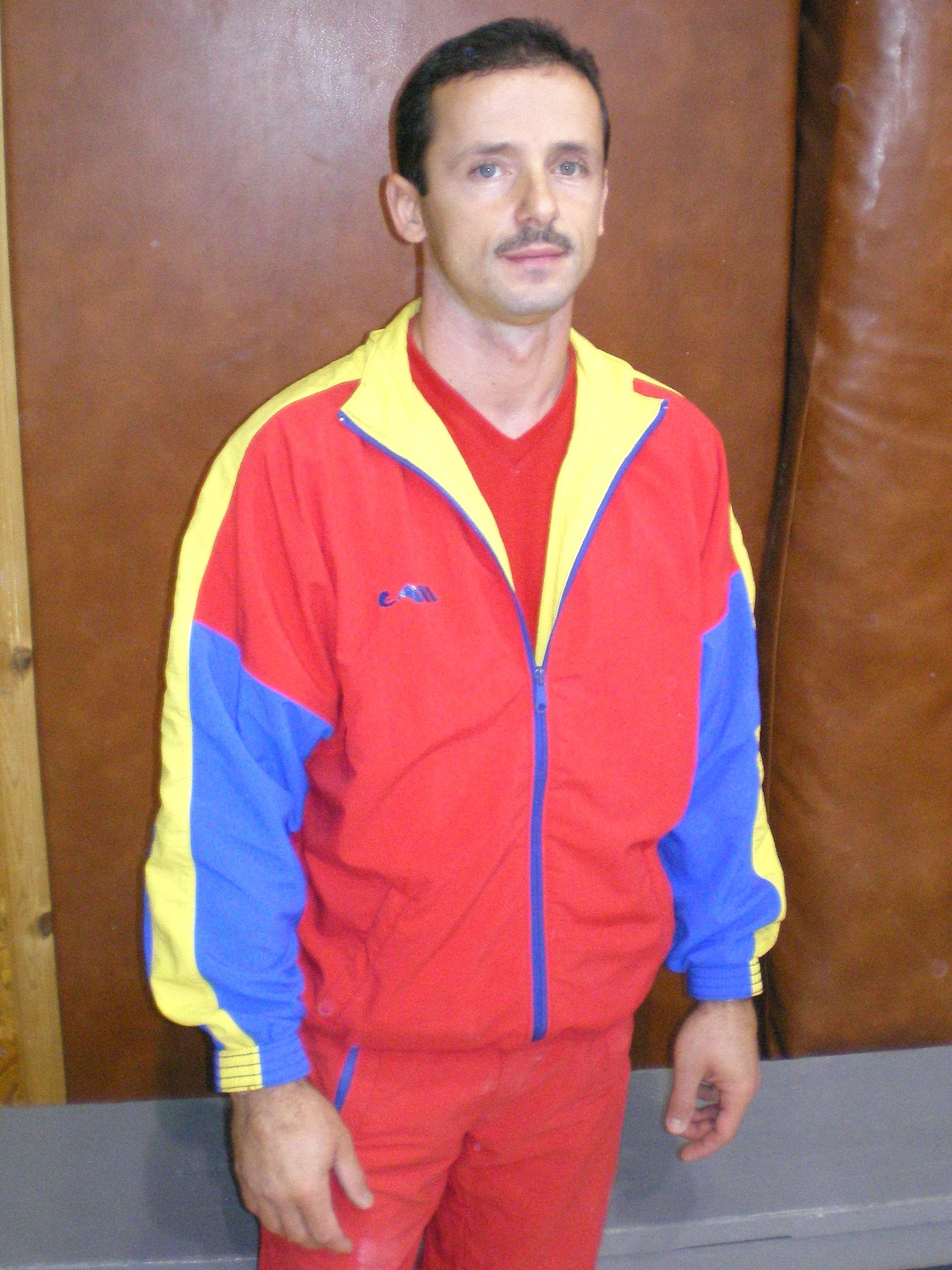
Marius Urzică
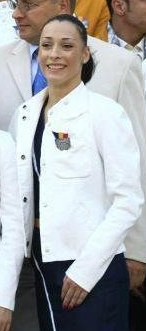
Cătălina Ponor